# بهشت‌آباد (بهاباد)
بهشت‌آباد (بافق)، روستایی از توابع بخش بهاباد شهرستان بافق در استان یزد ایران است.

## جمعیت
این روستا در دهستان بنستان قرار دارد و براساس سرشماری مرکز آمار ایران در سال ۱۳۸۵، جمعیت آن ۲۱ نفر (۶خانوار) بوده‌است.